# Distrito de Teniente César López Rojas
El distrito peruano de Teniente César López Rojas es uno de los 6 distritos de la Provincia de Alto Amazonas, ubicada en el Departamento de Loreto, perteneciente a la Región Loreto, Perú.
Desde el punto de vista jerárquico de la Iglesia católica forma parte del Vicariato Apostólico de Yurimaguas, también conocido como Vicariato Apostólico de San Gabriel de la Dolorosa del Marañón.

## Límites
Con los distritos de Santa Cruz, Yurimaguas, los distritos de Puinahua y Sarayacu de las provincias de Requena y Ucayali respectivamente; y las provincia de Lamas y San Martín, departamento San Martín.
Por el noroeste limita con el distrito de Santa Cruz:

El límite se inicia en punto de cota 155 de coordenada UTM 400,1 km E y 9´359,8 km N, continúa en dirección Sur Este por la divisoria de aguas del río Cuiparillo (tributario: quebrada Yuracyacu) y el río
Shishinahua (tributarios: quebrada Ituchiyacu, quebrada Ungurahui y quebrada Shishinahua), hasta en punto de cota 177 de coordenada UTM 440,8 km E y 9´347,6 km N.

Por el este limita con el distrito del Puinahua, provincia de Requena y el distrito de Sarayacu, provincia de Ucayali y la provincia de San Martín, departamento de San Martín:

Del último punto mencionado, el límite continúa en dirección Sur por la divisoria de aguas del río Yanayacu (tributario: río Yuracyacu) y el río Pacaya (tributarios: quebrada Chambira y quebrada Sacarita) hasta un punto de cota 176 de coordenada UTM 441,7 km E y 9´918,8 km N.

Por el sur limita con las provincias de San Martín y Lamas del departamento de San Martín:

Del último punto mencionado, el límite prosigue en dirección Oeste, hasta la naciente de la quebrada Matador en un punto de coordenada UTM 429,2 km E y 9´320,0 km N. El límite prosigue en la misma dirección por el thalweg de la quebrada Matador hasta su desembocadura en el río Yanayacu en punto de coordenada UTM 420,7 km E y 9´317,1 km N. El límite continúa en dirección Nor Este, por el thalweg del río Yanayacu hasta un punto de coordenada UTM 409,9 km E y 9´325 km N en la desembocadura de la quebrada Parinari, prosigue en dirección Sur Oeste por la divisoria de aguas del río Yanayacu (tributario: quebrada Yanille) y el río Huallaga, hasta un punto de coordenada UTM 407,5 km E y 9´320,5 km N. El límite prosigue en dirección Oeste en línea recta hasta un punto en el thalweg del río Huallaga de coordenada UTM 399,0 km E y 9´321,3 km N, continua en línea recta hasta un punto de coordenada UTM 395,0 km E y 9´322,6 km. El límite continua en dirección Oeste por la divisoria de aguas del río Huallaga (tributario: quebrada Pucuna) y el río Cainarache hasta un punto de cota 180 de coordenadas UTM 382,4 km y 9´317,4 km N.

Por el oeste limita con el distrito de Yurimaguas.

Del último punto mencionado, el límite continúa en dirección Norte por la divisoria de aguas del río Huallaga (tributario: quebrada Pucuna) y el río Shanusi hasta un punto en el thalweg del río Huallaga de
coordenada UTM 387,0 k E y 9´317,4 km N, prosigue por el thalweg del mismo río hasta un punto de coordenada UTM 387,1 km E y 9`342,9 km N en la desembocadura del río Cuiparillo. El límite continúa en dirección noreste por el thalweg del río Cuiparillo hasta intersectar (sic) a la quebrada Moteluyoc, sigue por el thalweg de esta última quebrada, hasta llegar a un punto de cota 155 de coordenada UTM 400,1 km E y 9´359,8 km N, punto de inicio de la presente descripción.

## Geografía humana
En este distrito de la Amazonia peruana habita la etnia Cahuapana grupo Chayahuita autodenominado  Campo Piyapi .

## Historia
Distrito creado el 8 de septiembre de 1964.

## Centros poblados
Además de la capital, Shucushuyacu que cuenta con 1 304 se considera como urbano el núcleo conocido como Lago Cuipar con 609 habitantes. La población dispersa asciende a 373 habitantes-